# Estació de Salou
Salou és una estació de ferrocarril fora de servei clausurada, situada a la població de Salou, a la comarca del Tarragonès.
Aquesta estació de la línia de Tortosa va entrar en servei l'any 1865 quan va entrar en servei el tram construït per la Companyia Ferroviària d'Almansa a València i Tarragona (AVT) entre Tarragona i l'Aldea, i va deixar d'estar operativa el tretze de gener de 2020 amb l'entrada en funcionament de la variant ferroviària del corredor del Mediterrani.

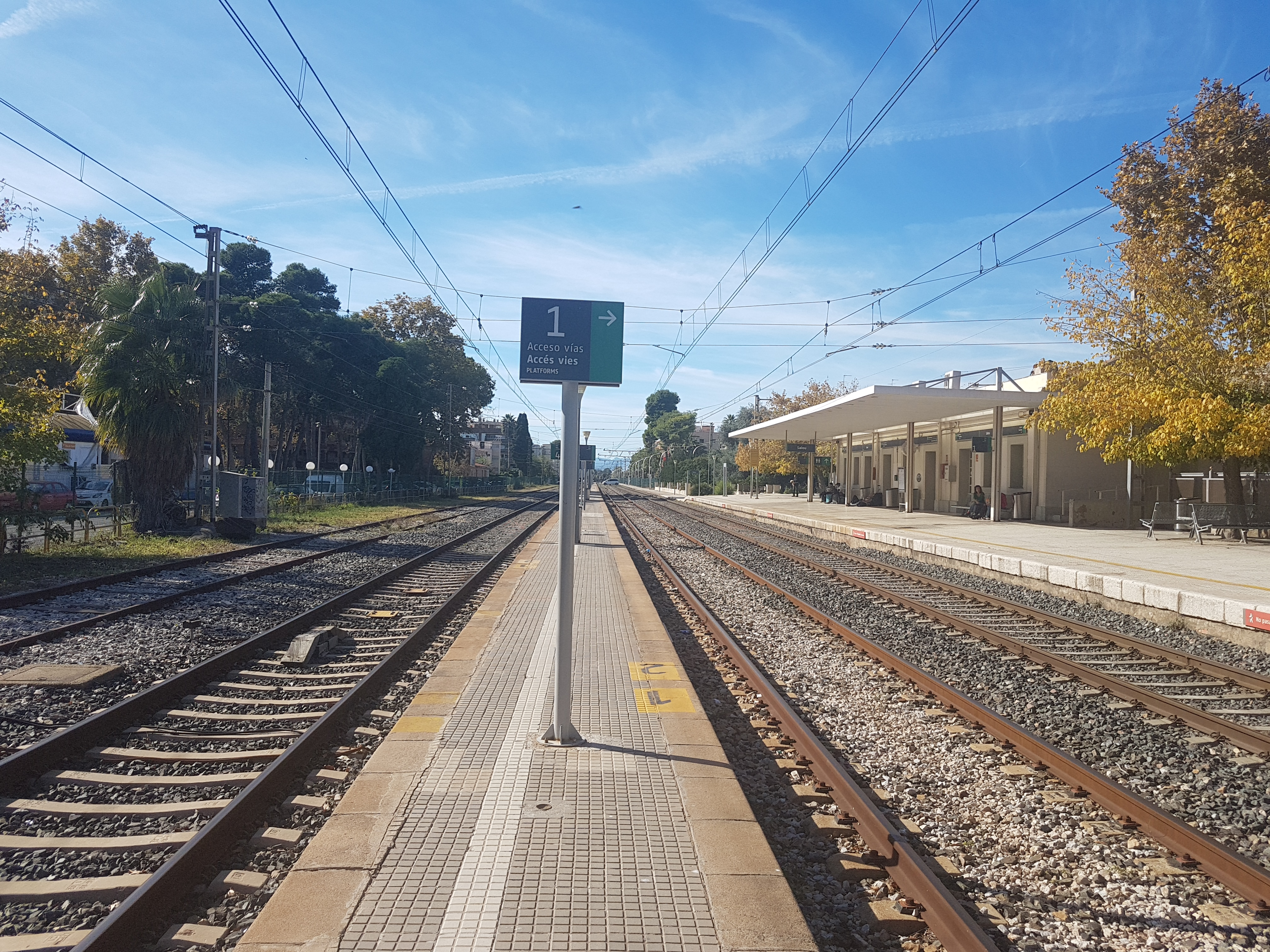
Les antigues vies de l'estació